# Darbhanga
Darbhanga (hindi दरभंगा) – miasto w północnych Indiach (Bihar), na Nizinie Hindustańskiej, nad rzeką Kamla.
Liczba mieszkańców w 2003 roku wynosiła ok. 283 tys.